# Чужі на районі
«Чужі на районі» (англ. Attack the Block, дослівно укр. Напад на район) — британсько фантастичний бойовик з елементами комедії режисера і сценариста Джо Корніша, що вийшов 2011 року. У головних ролях Джоді Віттакер, Джон Боєґа та інші.
Продюсерами були Ніра Парк і Джеймс Вілсон. Вперше фільм продемонстрували 12 травня 2011 року у США на кінофестивалі «На південь через південний захід». В Україні у кінопрокаті прем'єра фільму відбулась 24 листопада 2011.

## Сюжет
Південний Лондон, Брікстон. Банда підлітків на чолі з Мозесом зупиняють і грабують Саманту, медсестру, яка щойно переїхала у район новобудов. Якраз під час пограбування у припарковану машину влітає інопланетний монстр. Мозес з бандою недовго думаючи кидаються за прибульцем і врешті вбивають його. Після цього на район прибувають ще більше прибульців і вони ще страшніші.

## У ролях
| Актор          | Персонаж                           | Роль                              |
| -------------- | ---------------------------------- | --------------------------------- |
| Джон Боєґа     | Мойсей англ. Moses                 | підліток, лідер банди             |
| Джоді Віттакер | Саманта Адамс англ. Samantha Adams | медсестра, нова жителька району   |
| Алекс Ісмаїл   | Чума англ. Pest                    | другий у банді Мозеса             |
| Франц Драмех   | Денніс англ. Dennis                | розвізник піци, член банди Мозеса |
| Ліон Джонс     | Джером англ. Jerome                | школяр, член банди Мозеса         |
| Нік Фрост      | Рон англ. Ron                      | місцевий торговець наркотиками    |

## Сприйняття

### Критика
Фільм отримав здебільшого позитивні відгуки: Rotten Tomatoes дав оцінку 90% на основі 156 відгуків від критиків (середня оцінка 7,4/10) і 74% від глядачів із середньою оцінкою 3,7/5 (31,328 голосів). Загалом на сайті фільми має позитивний рейтинг, фільму зарахований «стиглий помідор» від кінокритиків і «попкорн» від глядачів, Internet Movie Database — 6,6/10 (69 759 голосів), Metacritic — 75/100 (27 відгуків критиків) і 7,2/10 від глядачів (134 голоси). Загалом на цьому ресурсі від критиків і від глядачів фільм отримав позитивні відгуки.

### Касові збори
Під час показу у Великій Британії, що розпочався 13 травня 2011 року, протягом першого тижня фільм показали у 352 кінотеатрах і він зібрав 1,837,042 $, що на той час дозволило йому зайняти 3 місце серед усіх прем'єр. Показ стрічки протривав 12 тижнів і завершився 31 липня 2011 року. За цей час стрічка зібрала 4,060,146 $.
Під час показу у США, що розпочався 29 липня 2011 року, протягом першого тижня фільм показали у 8 кінотеатрах і він зібрав 139,506 $, що на той час дозволило йому зайняти 32 місце серед усіх прем'єр. Показ фільму протривав 63 дні (9 тижнів) і завершився 29 вересня 2011 року. За цей час фільм зібрав у прокаті у США 1,024,175   доларів США, а у решті світу 4,800,000 $ (за іншими даними 4,382,247 $), тобто загалом 5,824,175 $ (за іншими даними 5,406,422 $) при бюджеті 13 млн $.